# 歴史教育者協議会
一般社団法人 歴史教育者協議会（れきしきょういくしゃきょうぎかい、略称: れっきょうきょう、英語: History Educationalist Conference Of Japan）は、日本の学術研究団体の一つ。

## 概要
1949年7月14日設立。学術研究団体としての種別は単独学会。
心理学・教育学および史学を学術研究領域とし、歴史・社会科教育の実践及び研究、歴史教育に関する調査・地域の歴史等の研究、歴史教育に関する研究大会および講演会及び講座等の開催、友好団体との連帯及び国際交流、歴史教育に関する機関誌（歴史地理教育・歴史教育月報）・出版物の編集及び発行、その他、前各号に掲げる事業に附帯す又は関連する事業を行っている。
国内においては日本歴史学協会に加入している。
2021年、慰安婦の契約構造を分析した、経済学者J・マーク・ラムザイヤー教授の論文の撤回を求め、他の団体と声明を出した。（詳細は、「J・マーク・ラムザイヤー#J・マーク・ラムザイヤーに対するキャンセル運動（2021年）」参照。）

## 沿革
- 1945年 - 歴史学研究会「国史教育検討座談会」発足（前身）。
- 1946年 - 民主主義科学者協会歴史部会内に歴史教育分科会発足（前身）。
- 1949年 - 歴史教育者協議会発足。
- 2011年 - 一般社団法人歴史教育者協議会へ移行。

## 刊行物

### 歴史地理教育
- 誌名（和文）：歴史地理教育
- 誌名（欧文）：-
- 創刊年：1954
- 資料種別：その他
- 使用言語：日本語のみ
- 発行形態：印刷体
- 著作権帰属先：学会
- クリエイティブコモンズ：定めていない
- 購読：有料

### 歴史教育月報
- 誌名（和文）：歴史教育月報
- 誌名（欧文）：-
- 創刊年：1950
- 資料種別：その他
- 使用言語：日本語のみ
- 発行形態：印刷体
- 著作権帰属先：学会
- クリエイティブコモンズ：定めていない
- 購読：有料